# Museion
Il Museion (dal greco μουσείον, il tempio delle muse) è il museo di arte moderna e contemporanea con sede a Bolzano, Alto Adige.
È stato fondato nel 1985 da un'associazione privata con il sostegno della provincia autonoma di Bolzano.
Nell'agosto del 2006 è stata istituita la Fondazione Museion, di cui fanno parte la Provincia autonoma di Bolzano e l'associazione Museion. Sotto la presidenza di Marion Piffer Damiani la Fondazione mira alla promozione e alla valorizzazione dell'arte contemporanea a partire dagli anni cinquanta.
Il 24 maggio 2008 Il Museion ha inaugurato la nuova sede realizzata dagli architetti berlinesi dello studio KSV Krüger Schuberth Vandreike nel centro di Bolzano.

## Storia
Fondato nel 1985 da un'associazione privata con il sostegno della Provincia Autonoma di Bolzano, l'allora Museo d'Arte Moderna inizia nel 1987 l'attività nella sede di via Sernesi sotto la direzione di Pier Luigi Siena e la presidenza di Karl Nicolussi-Leck.
Inizialmente l'istituzione ha un respiro regionale: la finalità è la promozione e la documentazione delle arti visive nell'area tra Ala e Kufstein (Tirolo storico) per il periodo dal 1900 in poi.
Con l'inizio degli anni novanta l'attività si apre al confronto tra le espressioni artistiche italiane e tedesche. Il nome Museion, adottato nel 1991, intende rispecchiare la vocazione interdisciplinare caratteristica dell'arte contemporanea. Nel 1991 il museo assume il nome di Museion rendendo esplicito l'intento di allargare l'attività collezionistica ed espositiva all'interdisciplinarità.
Nel 2000, con la presidenza di Alois Lageder, Museion diventa Museo d'arte moderna e contemporanea. Sotto la direzione di Andreas Hapkemeyer il tema Linguaggio nell'arte si delinea come un ambito di specializzazione significativo. Un ambito che è molto legato al territorio, essendo una regione di confine con tre lingue ufficiali, obiettivo perseguito anche dalla direttrice Corinne Diserens, fino al novembre 2008. Dal 2009 al 2020 il museo è stato diretto da Letizia Ragaglia, che ha curato mostre personali di Monica Bonvicini, Isa Genzken, Andro Wekua, VALIE EXPORT, Carl Andre, Claire Fontaine, Paweł Althamer, Rosemarie Trockel, Danh Vo, Klara Lidén, Ceal Floyer, Tatiana Trouvé, Rossella Biscotti, Cerith Wyn Evans, Francesco Vezzoli, Korakrit Arunanondchai, Judith Hopf Lili Reynaud Dewar, John Armleder, Keren Cytter, Haim Steinbach e Marguerite Humeau, oltre a diverse mostre della collezione del museo. Da giugno 2020 il Direttore di Museion è Bart van der Heide.

## Il nuovo edificio

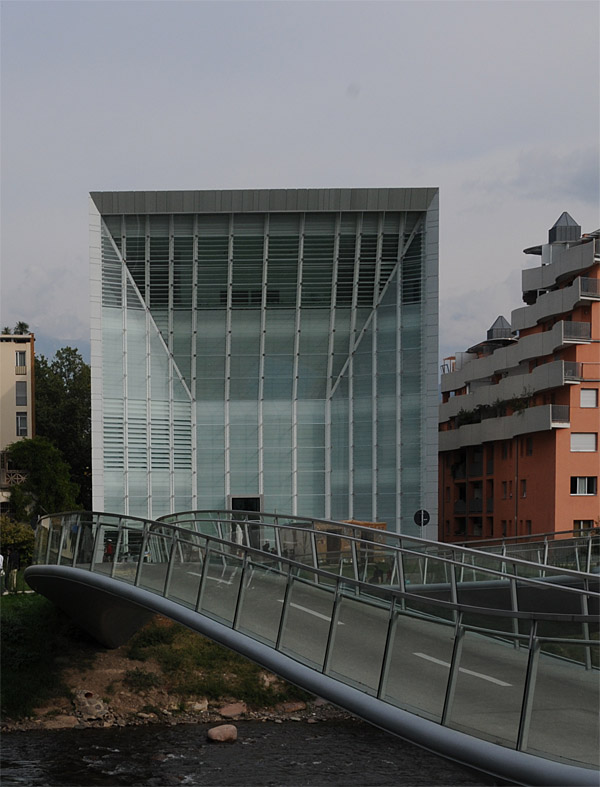
L'edificio del Museion

La nuova sede di Museion è stata progettata dello studio d'architettura berlinese KSV Krüger Schuberth Vandreike. Il progetto ha vinto il concorso al quale avevano partecipato altri 285 studi d'architettura di 14 paesi diversi.
La forma cubica dell'edificio segnala un'apertura all'esterno. Si crea una sorta di dialogo simbolico, le facciate di testa realizzate di vetro, mettono in comunicazione il centro storico con la parte più nuova della città ed i prati sul fiume Talvera. 
Di sera le facciate fungono da superfici per la proiezione di opere d'arte.
Quest'apertura degli spazi si trascina anche all'interno del museo: spazio espositivo, aula didattica, sala conferenza, café–Museion, book-shop e la biblioteca non sono divisi rigidamente, ma in stretta interrelazione. 
Questo fatto di non fungere solo come spazio espositivo ma anche come forte centro di laboratorio si nota nell'edificio accanto alla sede principale, la casa atelier. A piano terra, il Museion ha uno spazio chiamato "Passage", progettato dal designer altoatesino Martino Gamper. Liberamente accessibile al pubblico, viene utilizzato per ospitare festival ed eventi.
Un elemento particolare dell'edificio sono i due ponti che si curvano sopra il Talvera. Pista ciclabile e zona pedonale sono divisi in due ponti.

## Collezioni
Dall'inizio degli anni novanta il Museion conserva una collezione di circa 4500 opere d'arte. Alcune di queste opere sono state acquisite con fondi messi a disposizione dalla Provincia autonoma di Bolzano. Circa 100 opere provengono da una donazione del collezionista Enea Righi. Circa 2000 opere sono state prestate al museo per vent'anni dall'Archivio di Nuova Scrittura (ANS) dell'imprenditore Paolo Della Grazia.

## Sedi espositive
Il Museion dispone di tre diverse sedi d'esposizione.

### Sede principale
Ospita, su quattro piani, vari tipi di attività espositive: mostre temporanee; allestimenti tematici della collezione; project room (ricerche sperimentali in uno spazio delimitato). Anche le facciate dell'edificio hanno un ruolo espositivo: sulla "Facciata Mediale" del Museion vengono proiettati video, foto o animazioni.

### Casa atelier
La casa atelier si trova a pochi metri dalla sede principale e viene usata come residenza d'artisti.

### Il piccolo Museion - il cubo Garutti

Cubo Garutti - progetto netzhalde

"In questa piccola stanza saranno esposte opere del Museo d'arte moderna e contemporanea di Bolzano per far sì che i cittadini di questo quartiere le possano vedere. Quest'opera è dedicata a tutti quelli che passando di qui, anche per un solo istante, la guarderanno" (Alberto Garutti).
Il cubo Garutti è una sorta di museo in miniatura realizzato dall'artista Alberto Garutti nel quartiere Don Bosco di Bolzano nel 2000. Ogni tre mesi viene esposta un'opera della collezione Museion o realizzato un progetto site–specific.
Questo progetto è nato nell'ambito dell'iniziativa “Arte sul territorio” della Ripartizione Cultura della provincia autonoma di Bolzano con l'intenzione di portare l'arte contemporanea nello spazio pubblico. L'attività espositiva è curata da Museion e dall'artista stesso che da sempre è impegnato a cercare il dialogo con un pubblico che non sia solo quello del selezionato sistema dell'arte.

## Mostre
| Titolo | Inizio            | Fine              | Sede    | A cura di |
| --- | ----------------- | ----------------- | ------- | --- |
| Sguardo periferico e corpo collettivo                                                                                 | 24 maggio 2008    | 21 settembre 2008 | Museion | Corinne Diserens |
| Sonic Youth etc.: “SENSATIONAL FIX”'                                                                                  | 11 ottobre 2008   | 4 gennaio 2009    | Museion | Roland Grönenboom e Corinne Diserens |
| Mike Kelley – Educational Complex Onwards, 1995–2008                                                                  | 16 gennaio 2009   | 19 aprile 2009    | Museion | Anne Pontegnie |
| Carl Andre | 17 settembre 2011 | 8 gennaio 2012    | Museion | Roland Mönig e Letizia Ragaglia |
| Rosemarie Trockel: "Flagrant Delight"                                                                                 | 1º maggio 2013    | 12 gennaio 2014   | Museion | Dirk Snauwaert |
| Danh Vo. Fabulous Muscles                                                                                             | 18 maggio 2013    | 1º settembre 2014 | Museion | Letizia Ragaglia |
| Klara Lidén. Invalidenstraße                                                                                          | 14 settembre 2013 | 12 gennaio 2014   | Museion | Letizia Ragaglia |
| When Now is Minimal. Il lato sconosciuto della Sammlung Goetz                                                         | 23 novembre 2013  | 12 ottobre 2014   | Museion | Karsten Löckemann, Angelika Nollert, Letizia Ragaglia |
| Leander Schwazer. Bikini                                                                                              | 21 febbraio 2014  | 25 maggio 2014    | Museion | |
| Ceal Floyer | 1º febbraio 2014  | 4 maggio 2014     | Museion | Letizia Ragaglia |
| Tatiana Trouvé. I Tempi Doppi                                                                                         | 24 maggio 2014    | 7 settembre 2014  | Museion | Letizia Ragaglia |
| Rä di Martino. Authentic News of Invisible Things                                                                     | 27 settembre 2014 | 11 gennaio 2015   | Museion | Frida Carazzato |
| Soleil politique. Il museo tra luce e ombra                                                                           | 27 settembre 2014 | 11 gennaio 2015   | Museion | Pierre Bal-Blanc |
| Solo Show Robbie Williams                                                                                             | 1º novembre 2014  | 1º marzo 2015     | Museion | |
| Carol Bove / Carlo Scarpa                                                                                             | 1º novembre 2014  | 1º marzo 2015     | Museion | Henry Moore Institute |
| Nanni Balestrini. Oltre la poesia                                                                                     | 15 novembre 2014  | 22 febbraio 2015  | Museion | Andreas Hapkemeyer |
| Chiara Fumai. Der Hexenhammer                                                                                         | 31 gennaio 2015   | 26 aprile 2015    | Museion | Frida Carazzato |
| Rossella Biscotti. L'avvenire non può che appartenere ai fantasmi                                                     | 31 gennaio 2015   | 25 maggio 2015    | Museion | Frida Carazzato |
| Collezionare per un domani: nuove opere a Museion                                                                     | 21 marzo 2015     | 10 gennaio 2016   | Museion | |
| Martino Gamper. Design is a State of Mind                                                                             | 6 giugno 2015     | 13 settembre 2015 | Museion | Martino Gamper |
| Cerith Wyn Evans | 3 ottobre 2015    | 10 gennaio 2016   | Museion | Letizia Ragaglia |
| Francesco Vezzoli. Museo Museion                                                                                      | 30 gennaio 2016   | 16 maggio 2016    | Museion | Letizia Ragaglia |
| Korakrit Arunanondchai. Painting with history 3 or two thousand five hundred and fifty nine years to figure stuff out | 2 giugno 2016     | 11 settembre 2016 | Museion | Letizia Ragaglia |
| Judith Hopf. Up | 1 ottobre 2016    | 8 gennaio 2017    | Museion | Letizia Ragaglia |
| La Forza della Fotografia. Opere dalla Collezione Museion                                                             | 25 novembre 2016  | 17 settembre 2017 | Museion | Letizia Ragaglia e Andreas Hapkemeyer |
| Lili Reynaud-Dewar. TEETH, GUMS, MACHINES, FUTURE, SOCIETY                                                            | 28 gennaio 2017   | 7 maggio 2017     | Museion | |
| Jùlius Koller. One Man Anti Show                                                                                      | 20 maggio 2017    | 27 agosto 2017    | Museion | Daniel Grúň, Kathrin Rhomberg, Georg Schöllhammer |
| HÄMATLI & PATRIÆ | 16 settembre 2017 | 14 gennaio 2018   | Museion | Nicolò Degiorgis |
| INSTALLATION ART. Entrare nell'arte della Collezione Museion                                                          | 7 ottobre 2017    | 23 settembre 2018 | Museion | Letizia Ragaglia |
| Irma Blank. Opere su carta dalla Collezione Museion                                                                   | 16 novembre 2017  | 23 settembre 2018 | Museion | Andreas Hapkemeyer |
| Martin Kippenberger, Maria Lassnig. BODY CHECK                                                                        | 3 febbraio 2018   | 6 maggio 2018     | Museion | Veit Loers |
| Somatechnics. Transparent travellers and obscure nobodies                                                             | 25 maggio 2018    | 2 settembre 2018  | Museion | Simone Frangi |
| John Armleder | 22 settembre 2018 | 13 gennaio 2019   | Museion | |
| Tutto. Prospettive sull'arte italiana                                                                                 | 13 ottobre 2018   | 24 marzo 2019     | Museion | Ingvild Goetz, Leo Lencsés, Karsten Löckemann, Letizia Ragaglia,Elena Re |
| Karen Cytter. Mature content                                                                                          | 26 gennaio 2019   | 28 aprile 2019    | Museion | Letizia Ragaglia |
| Doing Deculturalization (working title)                                                                               | 13 aprile 2019    | 03 novembre 2019  | Museion | Ilse Lafer |
| Ludwig Hirschfeld-Mack                                                                                                | 13 aprile 2019    | 03 novembre 2019  | Museion | Andreas Hapkemeyer |
| Haim Stainbach. EVERY SINGLE DAY                                                                                      | 18 maggio 2019    | 15 settembre 2019 | Museion | Susanne Figner, Letizia Ragaglia |
| Marguerite Humeau. Oscillations                                                                                       | 12 ottobre 2019   | 26 gennaio 2020   | Museion | Letizia Ragaglia, Frida Carazzato |
| Intermedia. Archivio di Nuova Scrittura                                                                               | 23 novembre 2019  | 07 giugno 2020    | Museion | Letizia Ragaglia |
| Mercedes Azpilicueta. Bestiario de Lengüitas                                                                          | 15 febbraio 2020  | 13 maggio 2020    | Museion | Virginie Bobin |
| Karin Sander. Skulptur / Sculpture / Scultura                                                                         | 29 maggio 2020    | 20 settembre 2020 | Museion | Letizia Ragaglia |
| unlearning categories                                                                                                 | 27 giugno 2020    | 23 agosto 2020    | Museion | BAU |
| La Collezione di Erling Kagge curatore ospite a Museion                                                               | 12 settembre 2020 | 14 febbraio 2021  | Museion | |
| Sonia Leimer | 10 ottobre 2020   | 31 gennaio 2020   | Museion | Letizia Ragaglia e Frida Carazzato |
| Here To Stay. Nuove Opere per la Collezione                                                                           | 26 marzo 2021     | 8 agosto 2021     | Museion | Bart van der Heide, in collaborazione con Elena Bini e Andreas Hapkemeyer |
| Jimmy Robert, Mirror Language                                                                                         | 28 maggio 2021    | 22 agosto 2021    | Museion | Bart van der Heide, in collaborazione con Frida Carazzato |
| TECHNO | 10 settembre 2021 | 16 marzo 2022     | Museion | TECHNO è curata da Bart van der Heide in collaborazione con un team di ricerca internazionale composto tra gli altri da Francesco Tenaglia, Florian Fischer e Frida Carazzato |

## Mediazione
Il dipartimento della didattica, attivo dagli anni novanta intende stabilire un forte dialogo con il pubblico.
- Visite guidate
- Workshops/Museion Mobil
- Offerte specifiche per adolescenti, famiglie con bambini, scuole e asili
- Seminari

## Biblioteca
Aperta a tutti gli interessati, è specializzata in arte moderna e contemporanea e raccoglie e conserva materiale documentario in ambito nazionale ed internazionale, con particolare attenzione ai paesi di lingua tedesca. Il patrimonio, in continuo accrescimento, comprende attualmente circa 21.000 volumi, venti abbonamenti a riviste specialistiche d'arte e una raccolta di materiale multimediale. Dal mese di gennaio 2011 l'intero patrimonio è stato unito al patrimonio della Biblioteca della Libera Università di Bolzano.

## Critiche
Il museo opera sia all'interno dei suoi spazi espositivi sia fuori, con opere che fanno scatenare spesso il dibattito pubblico e mediatico locale.
Le critiche maggiori sorsero subito dopo l'inaugurazione della prima mostra nella nuova sede nel maggio 2008. L'opera "Zuerst die Füße" 1990 dell'artista tedesco Martin Kippenberger provoca uno scandalo enorme, con forte influenze politiche e religiose. Media internazionali ne parlano per uno lungo periodo.
A seguito di un'iniziativa del settimanale Zett ci furono diversi interventi da parte di politici e della Chiesa Cattolica e una discussione animata sulle pagine del quotidiano Dolomiten dedicate alle lettere dei lettori. Papa Benedetto XVI scrisse al presidente del consiglio regionale dell'Alto Adige Franz Arthur Pahl, dicendo che la rana crocifissa feriva il sentimento religioso di molte persone.
L'allora ministro italiano dei beni culturali Sandro Bondi aggiunse che l'opera era anche un'offesa al buonsenso.
Il presidente del consiglio regionale Franz Arthur Pahl per protesta iniziò uno sciopero della fame.
Nel 2006 il caso di un'opera installata all'entrata del museo e realizzata dalle artiste romane "goldiechiari" (Eleonora Chiari e Sara Goldschmiedt), dove l'inno italiano veniva accompagnato dal sottofondo di uno sciacquone, ha creato grande dibattito, anche perché l'opera è stata sequestrata con l'accusa di vilipendio. La procura di Bolzano deve ancora decidere in merito. La notizia ha attratto addirittura la curiosità della britannica BBC con un collegamento dalla home page di news.bbc.co.uk.

## Partenariati
Museion in collaborazione con Fondazione Sparkasse e Dena Foundation for Contemporary Art ha istituito un accordo triennale per il Premio d'artista finanziato dalla Fondazione Cassa di Risparmio di Bolzano.
Sempre nell'ambito del partenariato con altri enti pubblici o privati, quali Presidenza del Consiglio dei Ministri Dipartimento della Gioventù, Fondazione Sparkasse, Fondazione Cariplo, Free Undo, Ministero per i Beni e le Attività Culturali, Dena Foundation for Contemporary Art, Accademia di Belle Arti di Brera, GAI, Accademia Albertina, Settore Giovani del Comune di Milano e il Centre Culturel Francais di Milano PARC – Direzione generale per la qualità e la tutela del paesaggio l'architettura e l'arte contemporanea, Comune di Torino con Fondazione Spinola Banna per l’Arte e UniCredit Private Banking, Museion assegna borse di studio per artisti e curatori per un periodo di residenza presso il Centre International d'Accueil et d'Echanges des Recollets.